# 霍爾布基
48°9′21″N 23°10′15″E / 48.15583°N 23.17083°E
胡爾布基（烏克蘭語：Горбки）是烏克蘭西部的村莊，隸屬外喀爾巴阡州的貝雷霍韋區。該村面積1,162平方公里，海拔高度201米，2015年人口1,765，人口密度每平方公里0.53人。